# Рио-Кобре
Рио-Кобре (исп. Rio Cobre) — река в округе Сент-Кэтрин на юго-востоке Ямайки. Впадает в Карибское море на южном берегу острова в гавани Кингстон.

## Описание
Источник реки неизвестен. Верховья реки включают безымянные сезонные притоки. Самые высокие из этих притоков расположены на высоте около 530 м над уровнем моря. В целом течёт на юг. Между Бог-Уоком и Спаниш-Тауном протекает по узкому ущелью, одной из наиболее примечательных особенностей реки. Чуть выше по течению от Спаниш-Тауна на реке расположена плотина Рио-Кобре. Впадает в Карибское море в северо-западной части гавани Кингстон. Протяжённость реки — 50,9 км.

## Мосты

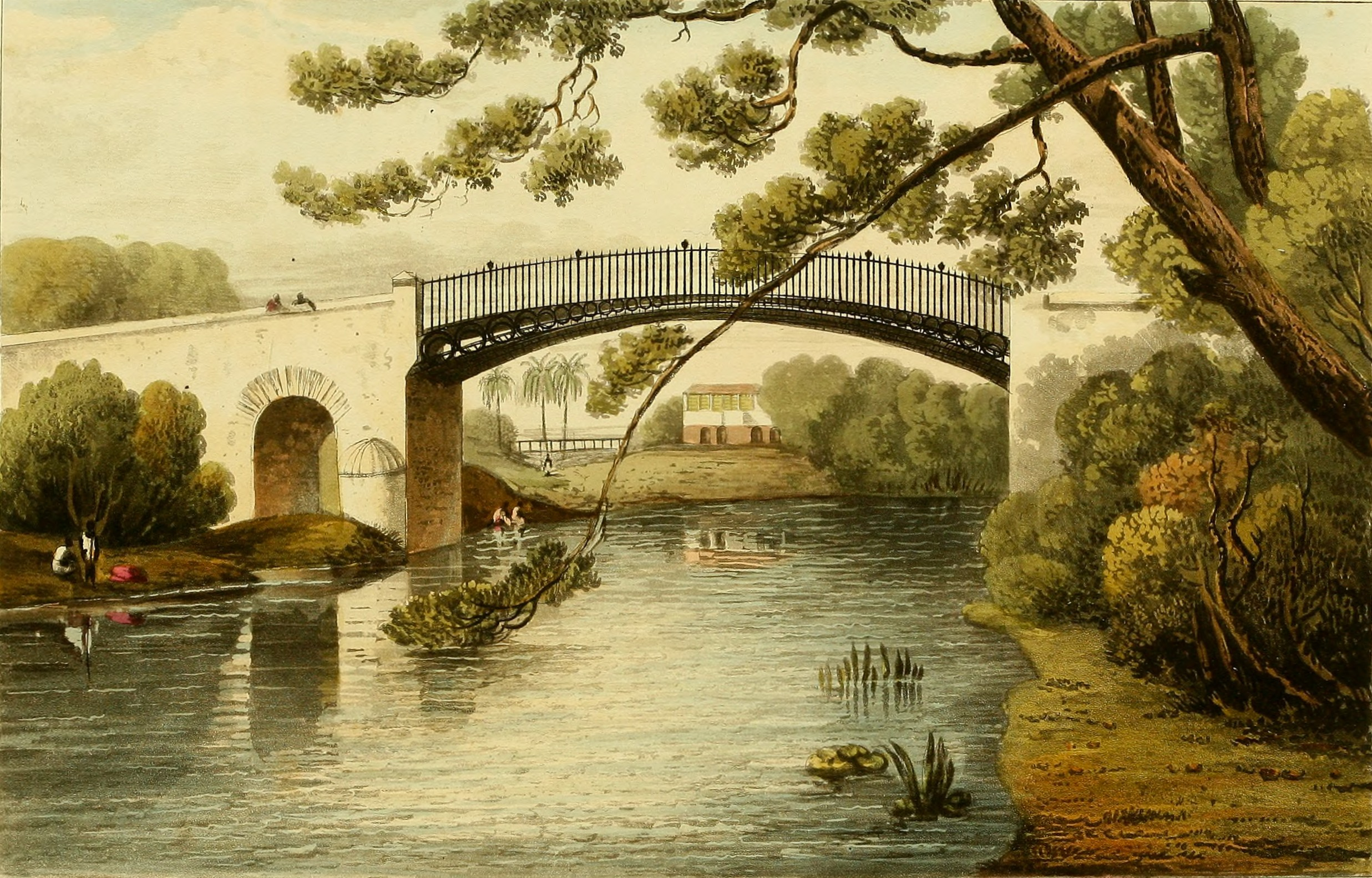
Чугунный мост на рисунке Джеймса Хакуэлла (ок. 1822).

Рио-Кобре пересекают несколько мостов. Наиболее старый из них — Флэт-бридж (Плоский мост), который был построен до 1774 года и по которому сейчас проходит автодорога A1.
Чугунный мост был построен в 1801 году. Предложение о строительстве этого моста впервые появилось в 1766 году, и эта тема обсуждалась различными органами до 1796 года в Палате собраний, где первоначально было решено возвести каменный мост. Однако технические трудности привели к возведению чугунного моста. Это позволило поднять дорогу над окружающей местностью, что особенно важно в контексте периодических наводнений в сезон дождей. Для строительства моста использовалась та же технология, которая была разработана для Чугунного моста через Северн в Шропшире (Англия), и явилось первым применением этой технологии за пределами Великобритании. Чугунные компоненты общим весом 87 тонн были изготовлены в Уэст-Йоркшире. Потребовалось 43 фургона, запряжённых лошадьми, чтобы перевести их от побережья до места строительства. Мост оставался в эксплуатации до 2000 года, когда эрозия от ливневой воды поставила под угрозу его будущее. Однако были собраны средства для восстановления и мост был восстановлен в 2010 году.